# Большие Тиганы
Больши́е Тига́ны (тат. Зур Тигәнәле) — село в Алексеевском районе Татарстана, административный центр Большетиганского сельского поселения.

## География
Село расположено в Западном Закамье на реке Тиганка, в 17 км южнее районного центра, посёлка городского типа Алексеевское. Высота над уровнем моря — 133 м.

### Климат
Климат в селе умеренно-континентальный, Dfb по классификации Кёппена. Средняя температура воздуха — 4,9 °C, среднегодовое количество осадков — 644 мм.

## История
Вблизи села находится крупный археологический памятник — Большетиганский могильник рубежа VIII—IX веков, захоронения в котором оставлены приуральскими кочевниками, принявшими участие в этногенезе предков венгров.
В «Списке населенных мест по сведениям 1859 года», изданном в 1866 году, населённый пункт упомянут как казённая деревня Большие Тиганы 2-го стана Спасского уезда Казанской губернии. Располагалась при реке Тиганке, в 63 верстах от уездного города Спасска и в 37 верстах от становой квартиры в казённой деревне Базарные Матаки. В деревне в 218 дворах жили 1319 человек (654 мужчины и 665 женщин). Были 2 мечети.

## Население
Динамика численности населения:
| 1782 | 1859 | 1897 | 1908 | 1920 | 1926 | 1938 | 1949 | 1958 | 1970 | 1979 | 1989 | 2002 | 2010 | 2015 |
| 157  | 1319 | 1861 | 2160 | 2270 | 1926 | 1407 | 1015 | 900  | 822  | 659  | 530  | 618  | 570  | 590  |

Национальный состав
Согласно результатам переписи 2002 года, в национальной структуре населения села татары составляли 100%.

## Экономика
В селе действуют и зарегистрированы 11 субъектов малого и среднего предпринимательства в сфере торговли, автомобильного грузового транспорта, выращивания зерновых культур, разведения овец и коз, сельскохозяйственной птицы, молочного КРС.

## Инфраструктура
В селе 9 улиц и 3 переулка.
Через село проходит автомобильная дорога регионального значения Алексеевское — Билярск.

### Комментарии
1. ↑  Расстояние измерено с помощью инструментария Яндекс.Карты
2. ↑  душ мужского пола